# Практический потолок
Практи́ческий потоло́к летательного аппарата (англ. service ceiling) — максимальная высота реального применения самолёта, вертолёта; наибольшая высота, на которой при полёте с постоянной горизонтальной скоростью ещё присутствует избыток тяги (мощности), достаточный для выполнения подъёма с определённой вертикальной скоростью. Эта вертикальная скорость обычно определяется как 0,5 м/с (или 100 футов в минуту для поршневых и 500 футов в минуту для турбореактивных зарубежных летательных аппаратов).
Показатель практического потолка служит важной характеристикой при сравнении воздушных судов разных видов, а также при контроле качества серийного производства самолётов.
Практический потолок на несколько сотен метров меньше, чем теоретический потолок.
Как правило, полёты на максимальные расстояния производят на высотах, близких к практическому потолку. При этом в ходе полёта из-за уменьшения массы самолёта (полётный вес) километровый расход топлива уменьшается пропорционально полётному весу, а практический потолок увеличивается. То есть за счёт израсходования части топлива можно корректировать высоту полёта, что в итоге приводит к увеличению практического потолка.
Современные самолёты при полете на большой скорости обладают таким большим запасом кинетической энергии {\displaystyle \left({\frac {G\upsilon ^{2}}{2g}}\right)}, что могут с его помощью набирать высоту, при этом, в случае, если полёт проходит вблизи практического потолка, то, за счёт использования запаса кинетической энергии и сохраняя управляемость, самолёт может подняться на высоту, превышающую его теоретический потолок, если даже избыток тяги отсутствует.
На практическом потолке, по причине небольшой плотности воздуха, полёт самолета осуществляется на больших углах атаки и запас для увеличения угла атаки до максимального угла атаки выходит малым, в связи с этим манёвр на горку на практическом потолке выполнится с очень большим радиусом кривизны траектории, а это, в свою очередь, приведёт к медленному набору высоты и траектория начнёт искривляться вниз ввиду недостатка подъёмной силы.